# Jacques Prentki

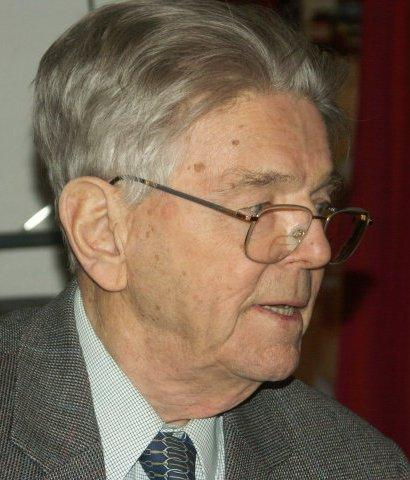
Jacques Prentki

Jacques Prentki (* 17. April 1920 in Lyon; † 29. November 2009) war ein polnisch-französischer Physiker am CERN.
Prentki hatte eine polnische Mutter. Nachdem sein Vater, der im Kongo arbeitete, 1939 starb, kehrte die Familie nach Polen zurück. Während der deutschen Besatzung besuchte er die Untergrunduniversität in Warschau und entkam nur knapp der Deportation in ein Konzentrationslager. Nach dem Krieg studierte er in Lublin und Warschau Physik und ging 1947 nach Paris, wo er für das CNRS am Institut Henri Poincaré und der École polytechnique arbeitete. Er gehörte zu einem Kreis von Physikern im Seminar von Alexandru Proca, der sich mit Elementarteilchenphysik beschäftigte. Dazu gehörte auch Bernard d’Espagnat, mit dem er 1955 als einer der ersten Theoretiker zum CERN ging, wo er den Rest seiner Karriere blieb und auch nach seinem Ruhestand weiterarbeitete. 1967 bis 1970 und 1975 bis 1982 war er Leiter der Theorieabteilung. Außerdem war er von 1964 bis 1983 Professor am Collège de France.
Er hielt zeit seines Lebens Kontakte zu Polen, auch wenn er bei einem Besuch seiner Mutter in den 1950er Jahren beinahe als Spion verhaftet worden wäre – die Fürsprache eines bekannten Biologen rettete ihn.
Er befasste sich mit Kernphysik, Symmetrien in der Elementarteilchenphysik und mit der schwachen Wechselwirkung. Neben D’Espagnat arbeitete auch mit Abdus Salam und Martinus Veltman. Am CERN hielt er engen Kontakt mit Experimentalphysikern wie Georges Charpak, Charles Peyrou, Paul Musset.
1976 erhielt er den Prix Félix Robin.